# 薩戈拉鎮區 (密歇根州)
薩戈拉鎮區（英語：Sagola Township）是位於美國密歇根州迪金森縣的一個行政鎮區。

## 地方資料
薩戈拉鎮區的面積為421.52平方千米，當中陸地面積為413.65平方千米，而水域面積為7.87平方千米。根據2020年美國人口普查的數據，當地共有人口1066人，而人口密度為每平方千米2.53人。